# Alvarinho (cầu thủ bóng đá)
Álvaro Ricardo Faustino Gomes (sinh ngày 3 tháng 9 năm 1990 ở Faro, Algarve), hay Alvarinho, là một cầu thủ bóng đá người Bồ Đào Nha thi đấu cho S.C. Farense ở vị trí tiền đạo.